# Heinrich Gentz

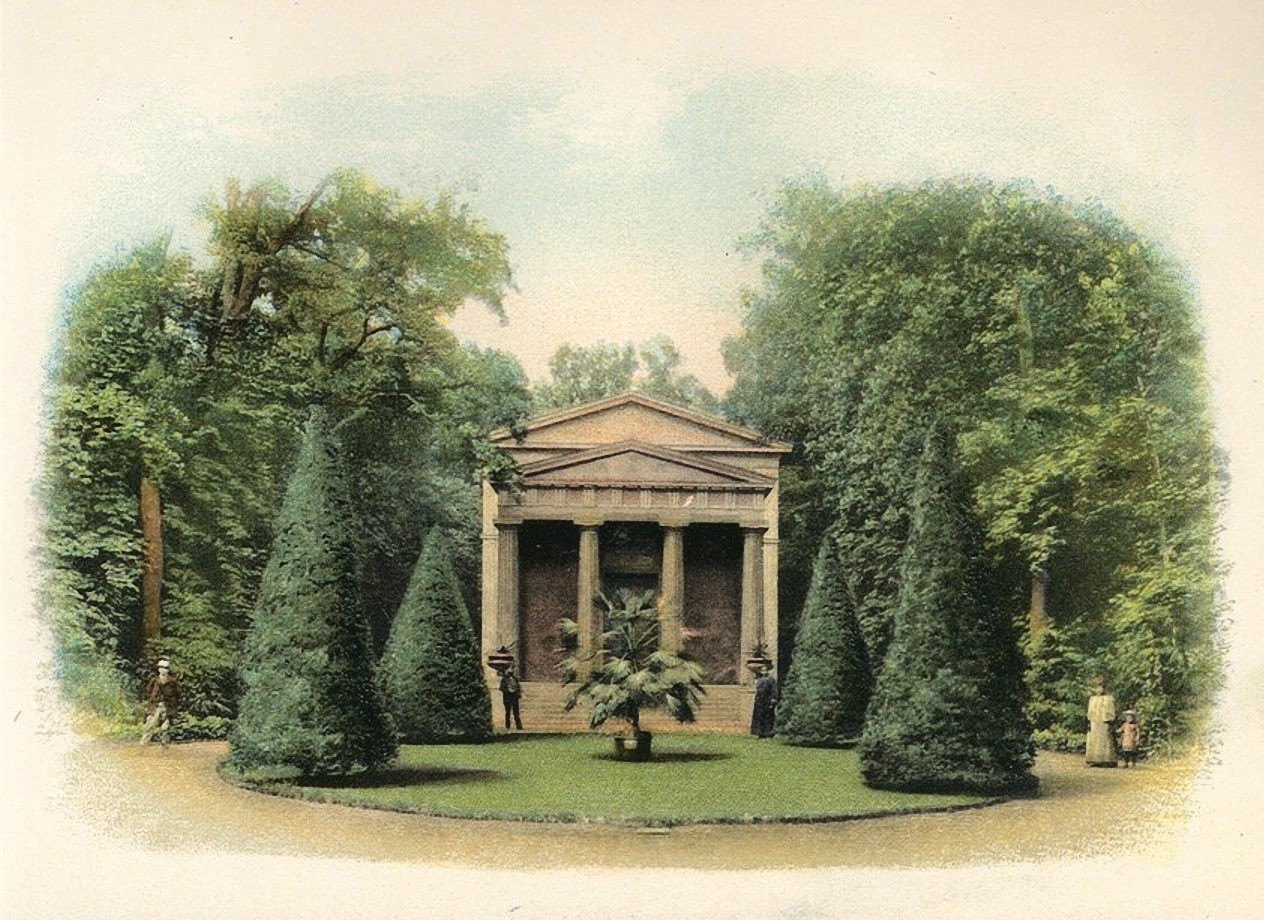
1810–1811 Heinrich Gentz Mausoleum für Königin Luise im Schlosspark Charlottenburg

Heinrich Gentz (* 5. Februar 1766 in Breslau; † 3. Oktober 1811 in Berlin) war ein deutscher Architekt des Klassizismus und preußischer Baubeamter.

## Leben
Gentz wurde als zweiter Sohn des Breslauer Münzmeisters Johann Friedrich Gentz(e) geboren, der 1779 als Generalmünzdirektor nach Berlin berufen wurde und mit Gotthold Ephraim Lessing, Immanuel Kant, Moses Mendelssohn und Christian Garve befreundet war. Mütterlicherseits war er ein Cousin des preußischen Prinzenerziehers und Ministers Jean Pierre Frédéric Ancillon. Über seinen Bruder Friedrich von Gentz, Publizist und Historiker in Wien und engster Mitarbeiter des Fürsten Metternich, und seinen anderen Bruder Ludwig, Königlich preußischer Geheimer Sekretär und Kriegsrat im preußischen Finanzministerium, war er mit dem Architekten Friedrich Gilly verschwägert und befreundet; auch waren die Ehefrauen von Friedrich Gilly und Ludwig Gentz Schwestern.
Gentz war ab 1799 mit Henriette Louise Philippine Holtzecker (1778–1814) verheiratet, Tochter des Berliner Kaufmanns Georg Holtzecker und der Louise Friederike Sieberdt. Die Ehe blieb kinderlos.
Gentz wurde von 1783 bis 1790 an der Berliner Kunstakademie durch Carl von Gontard zum Architekten ausgebildet. Von 1790 bis 1795 hielt er sich in Italien auf, davon dreieinhalb Jahre in Rom und längere Zeit zum Studium griechischer Baureste in Sizilien, worüber er einen ausführlichen Reisebericht verfasste. Danach wirkte er in Berlin am Oberhofbauamt, seit 1796 auch an der Akademie der Künste und war 1799 ein Mitbegründer der Berliner Bauakademie, an der er als Professor für Stadtbaukunst unterrichtete. Johann Wolfgang von Goethe bewirkte 1801 seine Freistellung in Berlin und holte ihn nach Weimar, wo er für Herzog Carl August am Residenzschloss und anderen Hofbauten in Weimar und Bad Lauchstädt tätig wurde. Gentz trat in Weimar in enge Beziehung zu Goethe und machte die Bekanntschaft von Friedrich von Schiller und Christoph Martin Wieland. 1803 kehrte er nach Berlin zurück und wurde im selben Jahr Mitglied des Senats der Kunstakademie (ab 1805 ordentliches Mitglied, ab 1809 deren Sekretär). Als Oberhofbaurat wurde er 1810 zum ersten Direktor der Berliner Schlossbaukommission ernannt, und im gleichen Jahr war er mit Wilhelm von Humboldt und Aloys Hirt, den er bereits aus Italien kannte, verantwortlich für die Einrichtung des Prinz-Heinrich-Palais als Universität. Darüber hinaus trat er 1810 der Gesetzlosen Gesellschaft zu Berlin bei. Sein Leben und Schaffen endete bereits im Alter von 45 Jahren in Berlin.

## Werk

### Bauten und Entwürfe

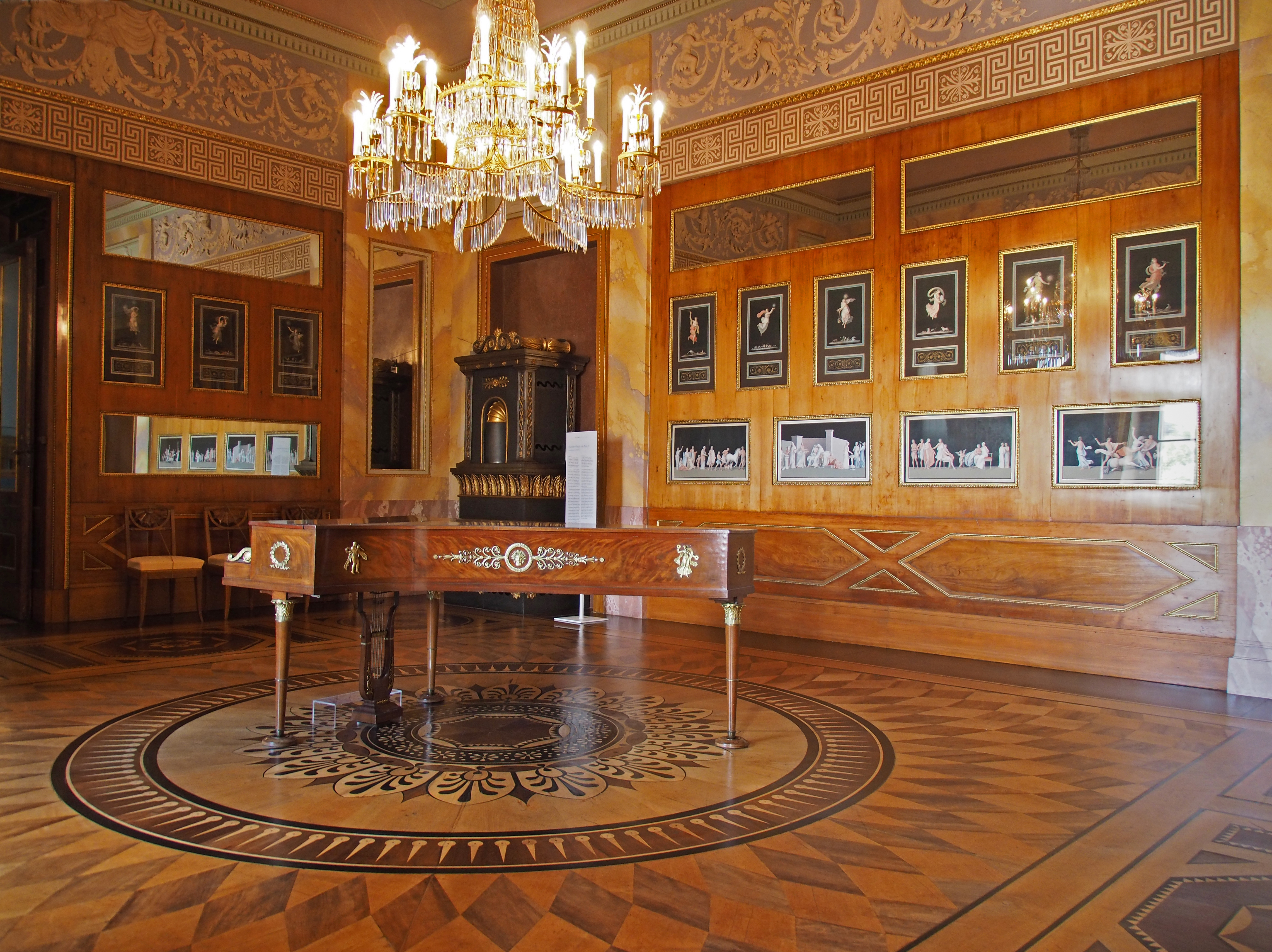
„Zedernzimmer“, Gesellschaftsraum der Maria Pawlowna im Weimarer Stadtschloss

- 1798–1800: Königliche Münze am Friedrichwerderschen Markt in Berlin, 1886 abgebrochen.
- 1800: Grabmal für Friedrich Gilly
- 1801–1803: Ausbauten im Weimarer Stadtschloss
- 1802: Goethe-Theater in Bad Lauchstädt
- 1803: Kegeltor in Weimar
- (1803–1804): Reithaus und Schießhaus in Weimar[2][3]
- 1806: Entwurf für die Neue Wache in Berlin als Verschönerungs-Projekt der Gegend zwischen den Linden und dem königlichen Schloss[4][5][6]
- 1804–1808: Gutshaus Beyme (auch Gutshaus Steglitz oder Wrangelschlösschen) in Berlin-Steglitz, mit David Gilly
- 1810: Entwurf für den Hörsaal für die Berliner Universität im Prinz-Heinrich-Palais
- 1809–1811: Kopfbau des Berliner Prinzessinnenpalais[7]
- 1810–1811: Mausoleum für Königin Luise im Schlosspark Charlottenburg (erweitert durch Karl Friedrich Schinkel).

### Schriften
- Briefe über Sizilien. In: Neue deutsche Monatsschrift 1795, S. 314–345.
- Beschreibung der für das Huldigungsfest bestimmten und ausgeführten Verzierungen. In: Jahrbuch der preußischen Monarchie 2, 1798, S. 467–476.
- Beschreibung des neuen Königlichen Münzgebäudes. In: Sammlung nützlicher Aufsätze und Nachrichten die Baukunst betreffend 4, 1800, 1, S. 14–26 (Digitalisat).
- Michael Bollé, Karl-Robert Schütze (Hrsg.): Heinrich Gentz. Reise nach Rom und Sizilien 1790–1795. Aufzeichnungen und Skizzen eines Berliner Architekten. Berlin 2004, ISBN 3-922912-57-5.